# Afûk
De Algemiene Fryske Ûnderrjocht Kommisje (Afûk) (Nederlands: algemene Friese onderwijscommissie) is een instelling op het gebied van de Friese taal en cultuur. De instelling die gevestigd is in Leeuwarden bestaat sinds 1928.
De meest in het oog springende functie van de Afûk is die van boekhandel en cursusinstituut. De Afûk verkoopt met name boeken op het gebied van Friese taal en cultuur, en heeft ook een aanbod aan cd’s en andere Friese artikelen. Sinds de oprichting organiseert de Afûk door de hele provincie Friesland op verschillende niveaus cursussen Fries voor zowel Friestaligen als niet-Friestaligen. Het aanbod varieert van cursussen grammatica, schrijfvaardigheid, geschiedenis, spreekvaardigheid, leesvaardigheid tot spoedcursussen op maat en eduFrysk, de digitale leermethode Fries.
De Afûk herbergt ook een uitgeverij, die jaarlijks tientallen boeken uitbrengt. Daaronder zijn veel leermiddelen over Friese taal, cultuur en geschiedenis, maar ook Friestalige romans, dichtbundels en kinderboeken. De Afûk is ook uitgever van het blad 'Heit en Mem' voor jonge ouders en opvoeders.
De Afûk beschikt ook over een taaladviesbureau met een vertaalafdeling die teksten van het Nederlands naar het Fries vertaalt en vice versa.
Verder doet de Afûk aan leerplanontwikkeling, zowel voor de eigen cursussen als voor het Friese taal- en cultuuronderwijs op scholen. Voor alle onderwijsniveaus: voorschools (0-4 jaar), primair basis onderwijs, voortgezet onderwijs en hoger onderwijs. Ook heeft de Afûk sterke internationale connecties met andere minderheidstaalregio's en -organisaties op het gebied van taalpromotie en educatie, om kennis en expertise uit te wisselen met de Europese partners. De Afûk werkt samen met het Mercator Europees Kenniscentrum voor Meertaligheid en Taalleren en is lid van het NPLD (Network to Promote Linguistic Diversity) en ELEN (European Language Equality Network).
Andere bekende projecten van de Afûk zijn het voorlichtingsproject 'Tomke' over meertalige opvoeding van kleine kinderen en de Praat mar Frysk-campagne, dat zich richt op bewustwording bij Friezen van de Friese taal en identiteit en de meerwaarde van meertaligheid laat zien. Simpel gezegd: drempels wegnemen om het Fries te gebruiken. .
De Afûk is gehuisvest aan de Boterhoek in Leeuwarden.